# Klara Pölt
Klara Pölt (geb. Kritzinger, Pseudonym Klara Pölt-Nordheim, * 1. Mai 1862 in Sarnthein; † 16. November 1926 in Innsbruck) war eine österreichische Schriftstellerin.

## Leben
Die Wirtstochter wuchs in Sarnthein im Sarntal auf und besuchte dort die Volksschule. Danach kam sie ins Kloster Nonnberg in Salzburg, um sich auf den Lehrerberuf vorzubereiten. Sie heiratete jedoch den Finanzbeamten Edwin Pölt und übersiedelte mit ihm 1899 nach Innsbruck. Das Paar hatte fünf Kinder.
Schon in der Schule fiel ihr schriftstellerisches Talent auf und bald verfasste sie Erzählungen und Aufsätze für Kalender und Zeitungen. Der Volkskundler Ludwig von Hörmann wurde ihr Förderer. Pölt veröffentlichte drei Bücher mit Erzählungen, schon ihr erstes Werk, Lodenrock und Wifflingkittel, veröffentlicht 1911, wurde ein großer Erfolg. Während der Arbeit an ihrem vierten Buch, Aus sonnigem Süden, erkrankte sie und verstarb. Neben zahlreichen Geschichten hatte sie historische Romane geplant und schrieb ein Schauspiel, Die Sturmglocke, das aber für die Bühne nicht geeignet war.
Klara Pölt hielt eine enge Verbindung mit ihrer Südtiroler Heimat aufrecht, wo die Familie regelmäßig ihre Ferien verbrachte. Auch ihr Pseudonym Nordheim wählte sie nach einem Ort im Sarntal. Mit ihren Schilderungen von Volksbräuchen und Überlieferungen aus dem Sarntal sind ihre Erzählungen eine wichtige Quelle für die Tiroler Volkskunde. Klara Pölt lieferte auch wertvolles Material für die Mundartkunde und Namenforschung an der Akademie der Wissenschaften in Wien. Sie trat außerdem als Sammlerin von Volksliedern für den Tiroler Ausschuss des Österreichischen Volksliedunternehmens (heute: Tiroler Volksliedarchiv/Tiroler Landesmuseen, Innsbruck) in Erscheinung.
1959 wurde der Klara-Pölt-Weg in Innsbruck, 1984 die Grundschule „Klara Pölt“ in Sarnthein nach der Dichterin benannt.

## Werke

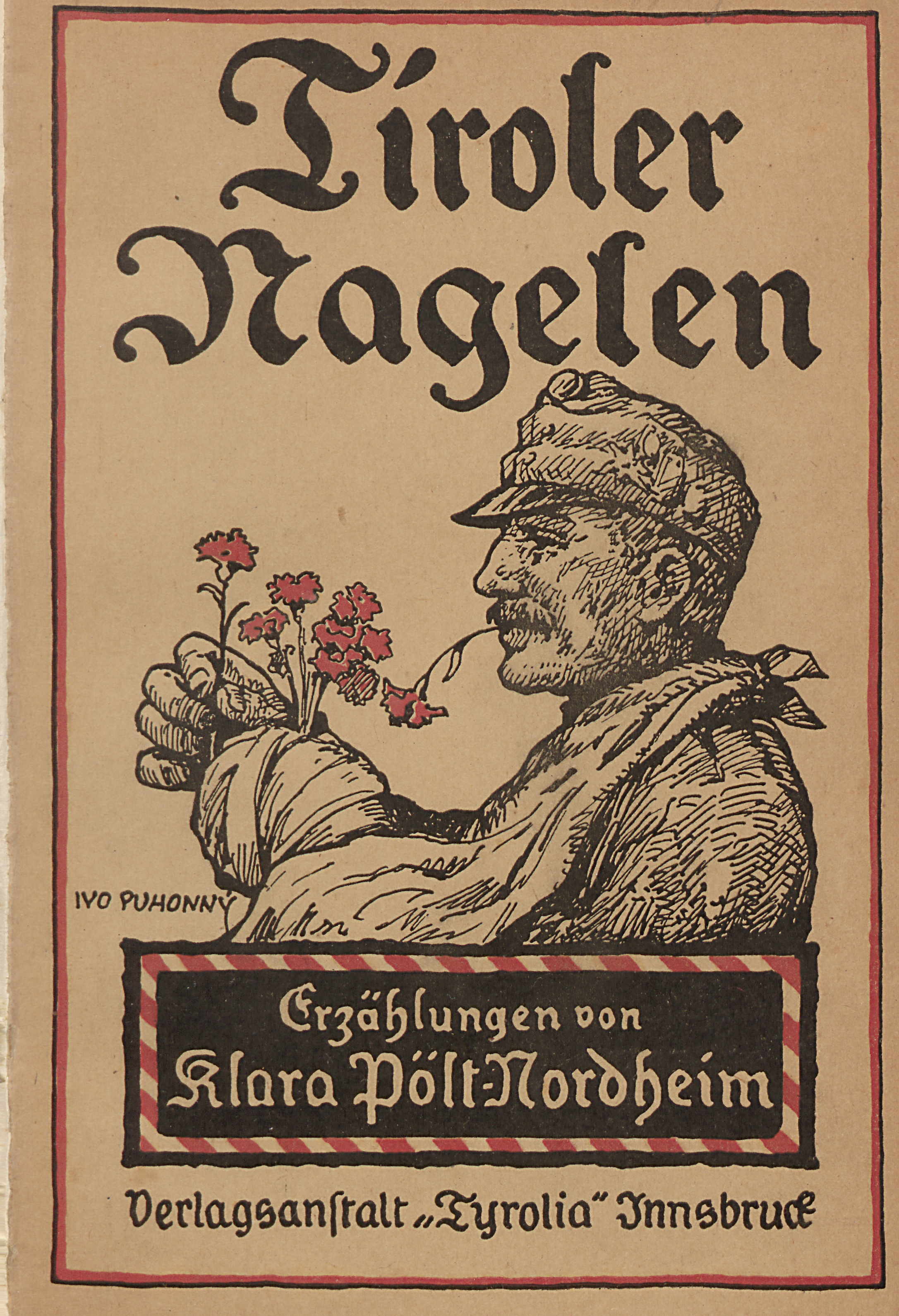
Titelseite von Tiroler Nagelen, Grafik von Ivo Puhonny

- Lodenrock und Wifflingkittel. Geschichten aus dem Sarntale. Verlag der deutschen Alpenzeitung, München 1911
- Bergler und Dorfleut: Tiroler Geschichten. Bonz, Stuttgart 1914
- Tiroler Nagelen. Erzählungen. Tyrolia, Innsbruck 1918
- Gedichte und Erzählungen in zahlreichen Zeitungen und Zeitschriften, u. a. im Schlern